# Nikolaï Busch
Nikolaï Adolfovitch Busch (en russe : Николай Адольфович Буш; en allemand: Nikolaj Adolfowitsch Busch) (Slobodskoï 29 octobre (10 novembre) 1869 - 7 août 1941 Belozersk ), est un botaniste, ptéridologue et explorateur russe qui fut membre correspondant de l'Académie des sciences d'URSS à partir de 1920.

## Carrière
Nikolaï Busch effectue une expédition botanique importante dans le Caucase entre 1888 et 1890 avec ses collègues Nikolaï Kouznetsov (1864-1932) et Alexandre Fomine (1867-1935). Cette expédition est commandée par la Société impériale de géographie, suivie d'autres. Une partie de son énorme herbier se trouve aujourd'hui à l'université de Tartu et une autre (spécimens recueillis entre 1894 et 1896) à l'académie technico-forestière de Saint-Pétersbourg.
Il termine ensuite ses études à l'université impériale dse Kazan en 1891, puis étudie à l'institut forestier de Saint-Pétersbourg entre 1893 et 1895. Il est reçu comme privat-docent à l'université de Iouriev (ex-Dorpat) en 1900 et devient assistant-conservateur du jardin botanique impérial de Saint-Pétersbourg en 1902. Il présente sa thèse en 1903 sur les Ranales du Caucase, ce qui lui vaut le titre de maître en botanique.
Busch enseigne de 1908 à 1911 aux cours féminins d'agriculture de Steboutov à Saint-Pétersbourg, tout en étant privat-docent à l'université impériale de Saint-Pétersbourg. Il présente sa thèse de doctorat en 1911 sur les Rhoeadales et Sarraceniales du Caucase. Il devient ensuite professeur aux cours Bestoujev réservé aux étudiantes et dirige la chaire de botanique entre 1910 et 1917 à l'institut psychoneurologique.
Busch travaille au musée botanique de 1912 à 1931, devenu après 1931 l'institut de botanique Komarov.
Entre 1894 et 1911, Busch a effectué onze expéditions dans le Caucase et une en Crimée. La Société impériale géographique lui décerne la médaille de Przewalski pour ses travaux au Caucase. Outre la flore du Caucase qui l'intéresse au premier chef depuis ses années estudiantines, Busch étudie également la flore de Sibérie et de l'Extrême-Orient russe. Il a identifié nombre de nouvelles espèces du Caucase, a cartographié l'Ossétie et la Digorie, ainsi que d'autres régions du Caucase.

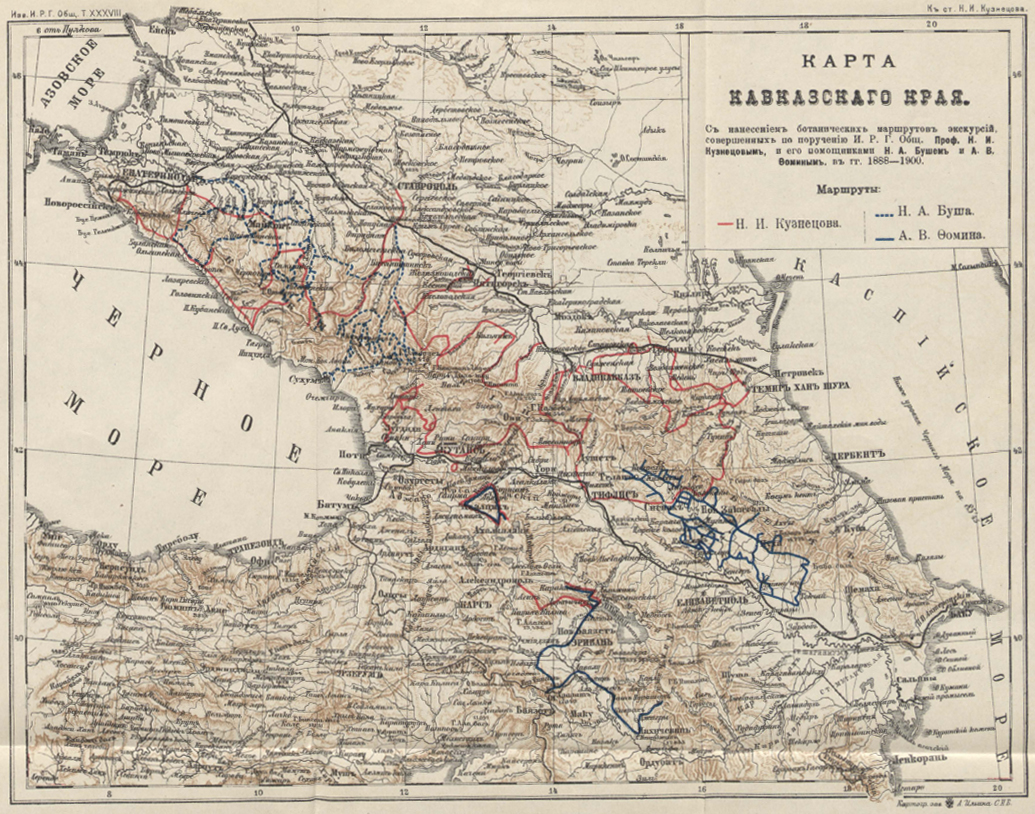
Carte de l'expédition du Caucase. L'itinéraire de Kouznetsov est en rouge, celui de Fomine en bleu et celui de Busch en pointillés bleus.